# Cirrus spissatus
Cirrus spissatus или плътни перести облаци са вид перести облаци, част от семейството на високите облаци и са разположени най-високо в тропосферата.
Те са разположени най-високо от всички видове перести облаци. Понякога се образуват в долната част на стратосферата. Характерни черти на тези облаци е фината нишковидна форма. Имат бял, понякога сив цвят. Често са причина за оптични явления – хало или венци. Валежите от тях не достигат до земната повърхност, заради изпарение в атмосферата.
След като се появят на небосвода до 15 – 25 часа е възможно да достигне топъл фронт и времето да се влоши и да завали. Това се случва при североизточен, източен до южен вятър, ако ветровете са югоизточно-южни е възможно да завали по-бързо.
В полярните области височината на долната граница на тези облаци е най-ниска. Тя е между 3000 и 7600 m. Над тропичния пояс се разполагат на най-високо – от 6100 до 18 000 m. В умерените ширини варира между 5000 и 14 000 m. Образуват се при ниски температури и се състоят от ледени кристали.